# Tantilla brevicauda
Tantilla brevicauda (багатоніжкова змія Мертенса) — вид змій родини полозових (Colubridae). Мешкає в Гватемалі і Сальвадорі.

## Поширення і екологія
Багатоніжкові змії Мертенса мешкають на південному сході Гватемали та в Сальвадорі. Вони живуть у вологих тропічних лісах в передгір'ях, трапляються у вторинних лісах та на плантаціях. Зустрічаються на висоті від 750 до 1510 м над рівнем моря. Ведуть переважно денний, наземний та напівриючий спосіб життя.